# Liste der Kulturdenkmäler in Mehlbach
In der Liste der Kulturdenkmäler in Mehlbach sind alle Kulturdenkmäler der rheinland-pfälzischen Ortsgemeinde Mehlbach aufgeführt. Grundlage ist die Denkmalliste des Landes Rheinland-Pfalz (Stand: 21. Juli 2023).

## Einzeldenkmäler
| Bezeichnung            | Lage                         | Baujahr | Beschreibung                                                                 | Bild            |
| ---------------------- | ---------------------------- | ------- | ---------------------------------------------------------------------------- | --------------- |
| Schule                 | Hauptstraße 25 Lage          | 1913    | zweiteilige Baugruppe, Walmdächer, 1913                                      | Fotos hochladen |
| Hofanlage              | Hauptstraße 58 Lage          | 1831    | Hofanlage; spätklassizistisches Wohnhaus, 1831, Scheune teilweise Fachwerk   | Fotos hochladen |
| Gemeindeglockenturm    | Hauptstraße, bei Nr. 58 Lage | 1950    | Gemeindeglockenturm, teilweise Fachwerk, bezeichnet 1950                     | Fotos hochladen |
| Protestantische Kirche | Hebelstraße 19 Lage          | 1957/58 | Saalbau, Bossenquader, 1957/58, Architekt Hansgeorg Fiebiger, Kaiserslautern | Fotos hochladen |
| Kriegerdenkmal         | Hebelstraße, bei Nr. 19 Lage | um 1930 | Kriegerdenkmal 1914/18, Soldat, um 1930                                      | Fotos hochladen |